# Lado Kecchoweli

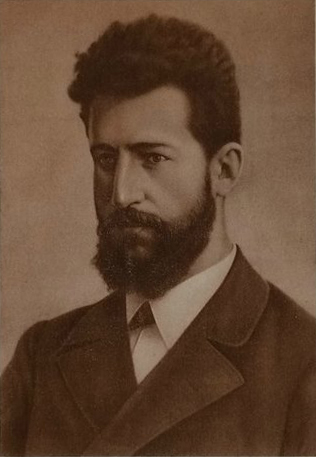
Łado Kecchoweli

Łado Kecchoweli, właśc. Wladimer Kecchoweli, gruz. ლადო კეცხოველი (ვლადიმერ ზაქარიას ძე კეცხოველი), ur. 14 stycznia 1876 w miejscowości Tkwiawi k. Gori, zm. 30 sierpnia 1903 w Tbilisi) – gruziński rewolucjonista, bolszewik.
Kształcił się w seminarium duchownym w Gori, następnie w Tbilisi, razem z m.in. Iosifem Dżugaszwilim. Wykluczony z seminarium za działalność rewolucyjną, od 1894 związany z ruchem socjaldemokratycznym, od 1897 członek Mesame dasi; w 1898 skłonił do wstąpienia do tej organizacji Iosifa Dżugaszwilego, dla którego był mentorem. Jeden z organizatorów komitetu SDPRR w Baku i podziemnych drukarni partyjnych, w tym drukarni "Nina". Współredaktor podziemnej gazety "Brdzola" ("Walka"), należał do partyjnych radykałów, którzy w 1903 wyodrębnili się we frakcję bolszewików. We wrześniu 1902 aresztowany w Baku i uwięziony w twierdzy Metechi w Tbilisi, w sierpniu 1903, gdy stał w oknie swojej celi i krzyczał w stronę strażników "Precz z samowładztwem!", został zastrzelony przez jednego ze strażników.
Jego imieniem nazwano wiele ulic w ZSRR.